# Alexandru Bourceanu
Alexandru Bourceanu, né le 24 avril 1985 à Galați, est un footballeur international roumain. Il évolue au poste de milieu de terrain.

## Biographie
Il connaît sa première sélection en sélection roumaine le 11 février 2009, lors d'un match amical contre la Croatie. Il est remplacé à la 71e minute de la rencontre par Paul Codrea. Après deux ans sans sélection, il est rappelé en équipe nationale pour les éliminatoires du championnat d'Europe en juin 2011.

## Palmarès

### Club
Steaua Bucarest
- Championnat de Roumanie
  - Champion (3)  : 2013, 2014 et 2015
- Supercoupe de Roumanie
  - Vainqueur (1) : 2013
- Coupe de Roumanie
  - Vainqueur (1) : 2015
- Coupe de la Ligue roumaine
  - Vainqueur (2) : 2015 et 2016